# Tenugui

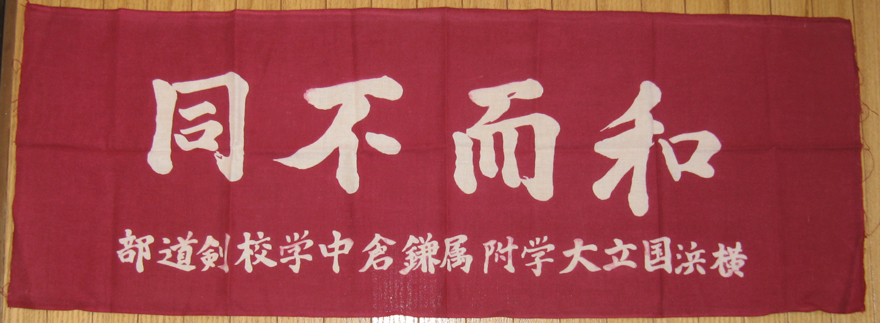
Typisches Kendo-Tenugui

Ein Tenugui (japanisch 手拭い, häufiger 手ぬぐい, Handtuch) ist ein traditionelles japanisches Handtuch aus dünnem, normalerweise farbig bedrucktem Baumwollstoff und in der Regel etwa 30 × 90 cm groß. Die langen Seiten sind durch Webkanten gesichert, die kurzen einfach abgeschnitten, so dass das Tenugui beim Gebrauch etwas ausfranst.
Tenugui wurden in Japan in der Edo-Zeit populär, als die strengen Standesregeln etwas gelockert wurden und die einfache Bevölkerung erstmals Baumwolle benutzen durfte. Es wurde von Kabuki-Schauspielern, mit deren Abbildungen oder Wappen es bedruckt war, als Werbemittel eingesetzt und erlangte als solches eine ungeahnte Popularität, so dass es auch auf Ukiyo-e-Abbildungen dargestellt wird.
Es gibt zwei grundlegende Techniken, Tenugui zu färben: Chūsen (注染, auch Honzome (本染め) genannt) und Nassen (捺染). Bei der Chūsen-Technik werden die Stellen, die nicht eingefärbt werden sollen, mit Stärke abgedeckt. Danach kommt das Tuch in ein Farbbad, die Stärke wird am Schluss mit Wasser ausgewaschen. Bei der Nassen-Technik wird eine Schablone auf den Stoff gelegt und die Farbe von Hand mit einem Rakel aufgetragen. Dieser Vorgang wird für jede einzelne Farbe wiederholt und danach wird das Tuch zur Haltbarmachung der Farben gedämpft. Abschließend wird das Tuch in kaltem Wasser gewaschen und getrocknet. Beide Färbearten sind daran zu unterscheiden, dass mit der Chūsen-Technik gefärbte Tücher beidseitig durchgefärbt sind, während mit der Nassen-Technik gefärbte Tücher nur einseitig gefärbt sind.
Das Wort Tenugui bedeutet Hände abwischen, aber Tenugui wurden und werden vielfältig eingesetzt. Sie wurden zum Beispiel als Staub- und Sonnenschutz wie ein Kopftuch oder als Hachimaki (鉢巻, Stirnband) um den Kopf gebunden, als Kinder-Yukata zusammengenäht oder – wenn sie älter und unansehnlicher geworden sind – als einfacher Filter benutzt.
Heute sind Tenugui in japanischen Haushalten nur noch selten anzutreffen, vor allem ältere Menschen nehmen sie jedoch im Sommer gern auf Wanderungen mit. Auch als Sammlerstück oder Souvenir sind sie beliebt. Beim japanischen Fechtkampfsport Kendō wird ein Tenugui auf dem Kopf unter dem Men (Kopfschutz und Teil der Bōgu) getragen. So verwendet wird es in Japan auch Mentauru (Men-Towel) genannt. Es dient hier als Schweißfänger und zur Schlagdämpfung bei einem erhaltenen Treffer durch den gegnerischen Fechtstock, das Shinai (竹刀).